# Перфект
Перфе́кт (от лат. perfectum — совершенное, совершённое) — видовременная форма глагола, которая выражает тот факт, что результат или следствие ситуации, имевшей место в прошлом, сохраняется к моменту речи. В лингвистической литературе основной семантический компонент перфекта — значимость для момента речи — выражается понятием «текущая релевантность» (англ. current relevance).
Так, к примеру, английский перфект в предложении John has heard about it „Джон об этом услышал“ сообщает информацию, во-первых, о том, что в некоторый момент в прошлом имела место ситуация John heard about it „Джон об этом слышал“; и во-вторых, что этот факт имеет значение для характеристики Джона в момент речи.
В отличие от простого прошедшего времени (претерита), перфект не может использоваться для описания неактуальных событий. В отличие от аориста, он не может использоваться для повествования о последовательных событиях. В отличие от результатива (дверь открыта), перфект не предполагает какого-либо материального результата в настоящем, а может употребляться и при сохранении только косвенных, прагматических и т. п. последствий (кажется, дверь открывали).
Перфект существует во многих языках северного и южного ареала Европы, а также практически во всех других частях света. Часто выражается при помощи аналитической конструкции «быть/иметь» + причастие (исп. ha venido, др.-рус. пришьлъ есть и т. п.).
Данный термин не следует путать с термином перфектив — совершенный вид.

## Термин «перфект» в узком и широком смысле
Термин «перфект» может выступать в двояком употреблении — в узком и широком смысле. При употреблении в узком смысле речь идет о форме, в содержании которой так или иначе совмещены план настоящего и план преднастоящего, то есть прошедшего, соотнесенного с настоящим (ср. англ. John has heard about it). При употреблении термина «перфект» в широком смысле речь идет о перфектном разряде в целом, то есть о группе разновременных форм, совмещающих в своем содержании любой последующий временной план (настоящий, прошедший или будущий) с предшествующим ему другим временны́м планом. Таким образом, в широком смысле перфект охватывает, например, и плюсквамперфект, и формы типа futurum exactum.
Так, к примеру, в английском языке показатель перфекта (вспомогательный глагол have в сочетании с причастием прошедшего времени) выражает перфект в узком смысле только в формах с презенсом вспомогательного глагола (типа He has written a letter  ‘Он написал письмо’). Помимо этого, к перфектным в широком смысле относятся и формы перфекта в будущем, как в He will have written a letter ‘Он уже напишет письмо (к определённому моменту в будущем)’ и в прошедшем, как в He had written a letter ‘Он уже написал письмо (к определённому моменту в прошлом)’.

## Статальный и акциональный перфект
Перфектом называется глагольная форма, в значении которой совмещены два временны́х плана — предшествующий и последующий, причём между ситуациями, относящимися к этим двум планам, существует та или иная связь. Обычно одна из ситуаций оказывается в семантическом представлении основной, а другая — побочной. В зависимости от того, к какому плану относится ситуация, находящаяся в центре внимания говорящего, различается перфект состояния, или статальный перфект (в иной терминологии — «результатив») и перфект действия, или акциональный перфект.

### Перфект состояния, или статальный перфект
Имеет место, если упор сделан на последующий временной план, то есть речь идет о некотором состоянии (или статическом отношении), обусловленном предшествующим изменением, действием в собственном смысле. Примером такого перфекта могут служить «предикативные причастия» русских говоров в таких предложениях, как Он ушедши, Они привыкши, Сын женивши (то есть женат, является женившимся).

### Перфект действия, или акциональный перфект
Имеет место, если упор сделан на более ранний из двух временны́х планов, то есть когда в центре внимания оказывается действие, оставляющее после себя те или иные следы, результаты, создающие какую-то специфическую ситуацию. Примером перфекта действия может служить английский перфект в предложении I have bought a book ‘Я купил книгу’ (и она у меня есть или же почему-то важно, что я её в своё время покупал).
Разграничение статального и акционального перфекта является семантическим, внешние же формы выражения этих значений могут совпадать. Так, в русском языке формы типа (письмо) написано, квалифицируемое А. А. Шахматовым как перфект, чаще выступают со статальным значением, но в соответствующем контексте, например, при указании на момент времени в прошлом, получают значение акционального перфекта пассива; ср.: Письмо написано (карандашом, мелким почерком и т. п.) и Письмо написано вчера.

## Основные значения перфекта
Основным компонентом значения перфекта является значимость ситуации, имевшей место в прошлом, в настоящий момент. Вместе с этим, вслед за Бернардом Комри, в литературе принято выделять несколько более специфичных перфектных значений, в частности:
- перфект результата (результативный перфект), при котором положение дел в настоящий момент времени рассматривается как результат некоторой ситуации, имевшей место в прошлом. Таким образом, различие в значении между двумя предложениями John has arrived и John arrived ‘Джон прибыл’ заключается в том, что в первом подчеркивается наличие результата действия, то есть тот факт, что Джон еще здесь, тогда как во втором результат отсутствует[5].

Описанное результативное значение перфекта является основным, центральным, однако далеко не единственным. Реально засвидетельствованные в языках мира перфектные формы обычно оказываются уже в той или иной степени эволюционировавшими от «эталонного» перфекта по направлению к другим семантическим зонам. К таким «вторичным» значениям перфекта относятся:
- экспериенциальный перфект, который в отличие от результативного перфекта, обозначает не наличие в момент речи конкретного результата действия, а наличие у субъекта опыта (одно- или многократного) совершения действия, релевантное для его характеристики в данный момент.

Ср. в английском:
Have you ever drunk rakija?
‘Вы когда-нибудь пили (= вам доводилось пить) ракию?’
- инклюзивный (континуативный) перфект, который обозначает не просто сохранение результата к моменту речи, а тот факт, что ситуация в момент речи по-прежнему имеет место.

Ср. в английском:
I have been waiting for an hour.
‘Я жду уже час (= ждал и всё ещё жду)’
- иммедиатный перфект (перфект «горячих новостей»), который обозначает, что ситуация имела место или завершилась незадолго до момента речи.

Ср. в английском:
The Minister has (just) arrived.
‘Министр только что прибыл’

## Историческое развитие перфекта
Общее направление развития перфектных образований происходит от обозначения «чистого» состояния (не соотнесенного с предшествующим, «породившим» его действием) к обозначению действия, вызвавшего это состояние, и далее к обозначению просто действия, то есть к перерождению перфектной специфики и в ряде случаев к полной её утрате. Тем самым, процесс исторического развития перфекта можно выразить следующим образом: обозначение состояния → статальный перфект → акциональный перфект → неперфектный претерит.
На материале индоевропейских языков прослеживается несколько последовательных циклов («раундов») развития перфектных образований.

### Первый «раунд» перфектных образований
Этот этап представляет эволюцию синтетических форм. Синтетический перфект древних индоевропейских языков восходит к отдельному классу неизменяемых слов, стоявших вне системы глагола и обозначавших состояние и статическое отношение. Слова этой части речи постепенно сближались с глаголом и втягивались в его систему как особый аспектуальный класс «глаголов не-действия». Среди этого типа глаголов были такие, которые были связаны с глаголами действия по корню и могли рассматриваться как специальный словообразовательный разряд (ср. отношения между сидеть и сесть, лежать и лечь, висеть и повесить и т. д.) или даже как особое спряжение. Если в семантике таких глаголов состояния в какой-то мере актуализируется мысль о предшествующем действии, вызвавшем данное состояния, то они тем самым становятся на путь превращения в перфект, именно — в перфект состояния, то есть результатив.

### Второй «раунд» перфектных образований
Этот «раунд» представлен аналитическими формами, которые развились из предикативных сочетаний активного причастия с глаголом бытия или пассивного причастия с глаголами бытия или обладания. В различных индоевропейских языках представлены разные пути этого развития.

#### Романскиеигерманскиеязыки

##### Посессивный тип (глагол обладания + причастие)
Ведущий тип в семантической эволюции перфекта.
Ср., в латинском:
| Navem          | paratam                  | habeo (или teneo) |
| корабль-ACC.SG | подготовленный. ACC.SG.F | иметь-PRS.1SG     |
‘Имею (или) держу корабль приготовленным, наготове’

##### «Бытийный» тип (глагол «быть» + причастие)
Имеет разное значение в зависимости от характера причастия и от видовременной формы глагола «быть».
Ср. акциональное значение в немецком:
| Er       | ist          | gekommen       |
| Он-NOM.M | быть-PRS.3SG | приходить-PART |
‘Он пришёл’

#### Славянские языки

##### Формы с причастием на -l-
Ср., акциональный перфект в древнерусском:
| Поималъ           | еси          |
| Забрать-PART.SG.M | быть-PRS.SG2 |
‘Ты забрал’

##### Конструкции с причастиями на -n-/-t-
Ср. статальный перфект в польском:
| List          | jest         | napisany      |
| Письмо-NOM.SG | быть-PRS.SG3 | написать-PART |
‘Письмо написано’

### Третий «раунд» перфектных образований
В славянских языках выделяется еще один, наиболее поздний уровень формирования перфектных форм, который представлен двумя типами образований.

##### Посессивный тип
Этот тип, в свою очередь, выступает в двух структурных разновидностях:
- со вспомогательным глаголом «иметь» (как в романских и германских языках — см. ранее)

Ср., в чешском (разг.):
Mám úlohu napsanou
букв. ‘Имею задание написанным’
- с глаголом «быть» (презентные формы которого представлены нулем) и посессивным предложным дополнением, обозначающим производителя действия или же «обладателя» результатов этого действия

Ср., в русском (разг.):
У меня работа написана

##### Непосессивный тип
В русских говорах этот тип представлен «предикативными деепричастиями» на -ши, -вши (пример см. ранее). В некоторых говорах западнославянских и южнославянских языков и в македонском литературном языке используются, как и в посессивном типе, «псевдопричастия» на -n-/-t-.
Как в русских, так и в ряде других славянских говоров, а также в македонском языке встречаются параллельные образования от одних и тех же глаголов по посессивному и непосессивному типам.
Ср.: У него уж три года как женёнось и Сын уже три года женивши.

### Превращение в претерит или заглазное прошедшее
Дальнейшее развитие перфекта может идти по одному из двух возможных путей: через трансформацию в нерезультативный претерит или путём изменения в эвиденциальное прошедшее время.
Эволюция перфекта в нерезультативный претерит может происходить по двум сценариям:
- С утратой противопоставления перфекта и нерезультативного прошедшего (как правило, в пользу перфекта); в этом случае старый аорист или нерезультативный претерит исчезает, а старый перфект расширяет своё значение до претерита, сохраняя при этом в той или иной степени и результативные употребления. Именно такой «расширенный перфект», то есть претерит, являющийся по происхождению перфектом и сохраняющий перфектные употребления, имеется в современном русском языке (а также в других восточно- и западнославянских языках). Он же в течение последних столетий возникает в разговорном немецком, французском и итальянском, где формы старого нерезультативного аориста или претерита выходят из употребления (в современном французском языке, особенно в разговорной форме, этот процесс уже практически завершился).
- Противопоставление перфекта и нерезультативного прошедшего сохранятся; при таком сценарии взамен старого перфекта, вытеснившего форму нерезультативного прошедшего и потерявшего своё результативное значение, возникает новая форма результатива, дрейфующая в направлении перфекта. Тем самым, на смену старому перфекту приходит новый, а старый перфект занимает место нерезультативной формы прошедшего времени[11].

Эвиденциальный перфект также достаточно широко представлен в различных языках мира. Обычным путём диахронического развития такой формы является утрата ею собственно перфектного значения и специализация на выражении эвиденциальности — особой семантической зоны, стоящей близко к модальности. Эвиденциальный перфект не столько указывает на то, что результат некоторой ситуации имеет место в момент речи, сколько сообщает о том, что говорящий не был свидетелем самой этой ситуации и «реконструирует» её по наблюдаемому им результату. Ср. контексты типа здесь, похоже, кто-то побывал (например, в ситуации, когда говорящий обнаруживает сломанную дверь) и т. п. Эвиденциальный перфект имеется в болгарском, в персидском, во многих тюркских языках и др.

## Перфект в древнерусском и церковнославянском языках
В древнерусском и церковнославянском языках перфект образуется от особой формы действительного причастия прошедшего времени, оканчивающейся на -л-, и спрягаемой в настоящем времени формы глагола быти. 
Пример:
- Единственное число:
  - 1-е лицо: сътворилъ (-а, -о) ѥсмь;
  - 2-е лицо: сътворилъ (-а, -о) ѥси;
  - 3-е лицо: сътворилъ (-а, -о) ѥсть;
- Множественное число:
  - 1-е лицо: сътворили ѥсмы;
  - 2-е лицо: сътворили ѥсте;
  - 3-е лицо: сътворили сѫть.

Перфект дольше всего оставался живой формой прошедшего времени в древнерусском языке, а имперфект и аорист утратились значительно раньше. В славянских языках, в том числе в русском и церковнославянском, «перфектность» действия выражена крайне слабо, поэтому переводчики с греческого на церковнославянский язык нередко смешивали перфект с аористом, то есть греческий перфект переводили славянским аористом, а греческий аорист — славянским перфектом. Кроме того, в результате никоновской книжной справы в XVII веке формы аориста и имперфекта 2-го лица единственного числа (совпадающие с формами 3-го лица единственного числа) были заменены в богослужебных книгах на перфект. От древнерусского перфекта образовалось прошедшее время глагола в современном русском языке, но при этом утратилась спрягаемая форма настоящего времени глагола-связки быти.